# Giovanni Battista Somis

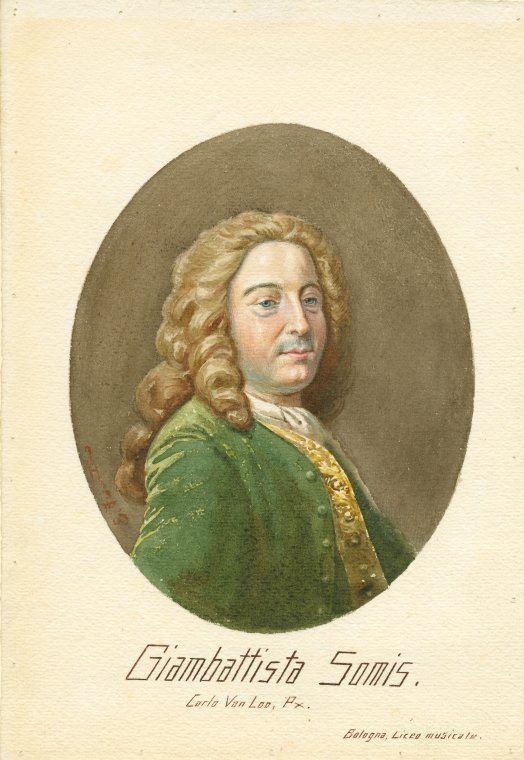
Giovanni Battista Somis

Giovanni Battista Somis (Turijn, 25 december 1686 - aldaar, 14 augustus 1763) was een Italiaanse violist en barokcomponist.

## Biografie
Somis studeerde onder Arcangelo Corelli tussen 1703 en 1706 of 1707. Later werd hij benoemd tot soloviolist aan het hof van de koning van Turijn en werd hij leider van het koninklijk orkest. Hij heeft Turijn bijna nooit verlaten, behalve voor een reis naar Parijs in 1731 om daar een Concert Spirituel te spelen. In Parijs werd hij op dat moment bejubeld om zijn virtuoos vioolspel.

## Werken
Er zijn acht opusnummers bewaard gebleven:
- Opus 1: 12 sonates voor viool en basso continuo (1717 Amsterdam, uitgegeven door Estienne Roger)
- Opus 2: 12 sonates voor viool en basso continuo (1723 Turijn)
- Opus 3: 12 sonates voor viool en becijferde bas (1725 Turijn)
- Opus 4: 12 sonates voor viool en basso continuo (1726 Parijs)
- Opus 5: 6 triosonates voor twee violen en basso continuo (1733 Parijs, gepubliceerd door Bolvin)
- Opus 6: 12 sonates voor viool en basso continuo (1734 Parijs)
- Opus 7: Ideali trattimenti da camera voor twee violen, twee fluiten of altviolen (1750 Parijs)
- Opus 8: 6 triosonates

## Muziekstijl
Somis hanteerde een briljante en emotionele stijl, en veroorzaakte een stap voorwaarts in de kunst van het viool spelen. Hij was de leraar van Jean-Marie Leclair, Felice Giardini, Louis-Gabriel Guillemain en Gaetano Pugnani, en hij vormt een verbindende schakel tussen de klassieke scholen van Italië en Frankrijk.